# Verdrag van Maastricht (1843)

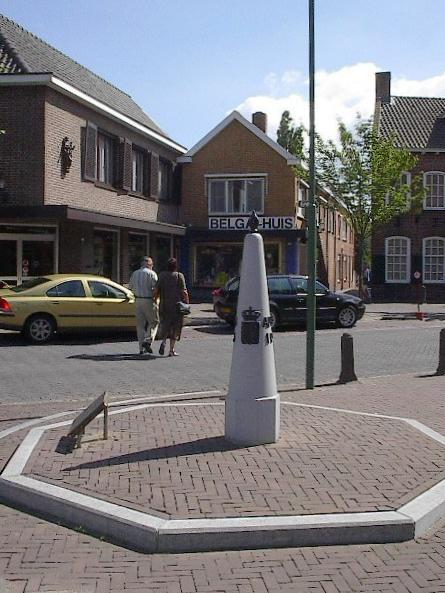
een grenspaal in Baarle

Het Verdrag van Maastricht dat op 8 augustus 1843 door België en Nederland werd gesloten, stelde de grens tussen de twee landen vast. Vier jaar na het Verdrag van Londen (1839) werd zo het werk voltooid van de gemengde commissie die in uitvoering van artikel 6 van die conventie de vastgestelde grens exact moest carteren. De vorige dag, op 7 augustus 1843, was eveneens te Maastricht het verdrag over de Belgisch-Luxemburgse grens gesloten.
De onderhandelingen resulteerden in een gecompliceerde grens met verschillende enclaves en exclaves. Bij de vaststelling van de grens van Zeeuws-Vlaanderen speelde de verspreiding van katholieke Belgen en protestantse Nederlanders over het grensgebied een rol. Men raadpleegde ook oude archieven. Met name het verloop van de grens in Baarle is opvallend. Hier loopt de grens soms door huizen heen en bestaan er minuscule enclaves. De oorsprong van deze enclaves gaat echter verder terug in de tijd dan de onderhandelingen over het verdrag van Maastricht. In de late middeleeuwen waren delen van het grondgebied van Baarle eigendom van het hertogdom Brabant. Andere delen vielen onder de baronie Breda. Bij de onderhandelingen over het verdrag van Maastricht slaagde men er niet in tot overeenstemming te komen hoe de grens wat meer recht te trekken. Men besloot daarom vast te houden aan de situatie uit de late middeleeuwen.
De Maas vormt de grens tussen de provincies Belgisch-Limburg en Nederlands-Limburg van het Belgische Lieze en het Nederlandse Eijsden tot het Belgische Kessenich en het Nederlandse Thorn, behalve bij Maastricht. Daar stroomt de rivier volledig op Nederlands grondgebied omdat een stuk land op de linkeroever door België werd overgedragen aan Nederland. De grens werd vastgesteld op 1.200 vadem (2,3 km) vanaf de stadsmuren. Dit was in die tijd de reikwijdte van een kanon. Daar stond tegenover dat de Elvenschans en de onmiddellijke omgeving, gelegen op de rechter Maasoever in de gemeente Eijsden, werd overgedragen aan België en werd toegevoegd aan het grondgebied van Moelingen.

## Trivia
- Op 31 oktober 1995, 152 jaar, 1 maand en 27 dagen na het ondertekenen van het verdrag, werd de definitieve overeenkomst tussen beide landen bereikt over de exacte grenzen van de enclaves in Baarle. Op deze  dag werden deze enclavegrenzen officieel als nationale grenzen erkend. Ter herdenking van dit historische moment is in het centrum een plaquette geplaatst.